# عجیب مازندرانی
محمدخلیل عجیب‌الزمان مازندرانی، یا میرزا خلیل بابل‌کناری یا به‌طور خلاصه‌تر عجیب مازندرانی، شاعر سال‌های ۱۲۸۰ تا ۱۲۸۹ هجری قمری (۱۸۶۳ تا ۱۸۷۲ میلادی) است که در دربار قاجار شعر می‌گفته‌است.

## زندگی‌نامه
محمدخلیل (که بعدها به عجیب مازندرانی ملقب شد) در بابل‌کنار در جنوب بابل بدنیا آمد. در سن هشت‌سالگی همراه پدرش از بابل به طهران رفت و در همان سن پائین، شعر گفتن را شروع کرد. محمدشاه قاجار به‌دلیل شعرخوانی خوب در سن پائین، او را عجیب لقب داد. بیشتر اشعار عجیب، به فارسی و عربی بوده‌اند. پس از مرگ محمدشاه، نزد ناصرالدین شاه و مهدعلیا کار می‌کرد و در نخستین سفر ناصرالدین شاه به فرنگ (۱۲۹۰) نیز حضور داشت. او یک بار هم به آستاراخان سفر کرد و در آنجا برای سیاستمداران روسی شعر می‌گفت و جایزه می‌گرفت. پس از این اتفاق، ناصرالدین شاه او را در مورد شعر گفتن ممنوع‌الکار کرد؛ عجیب نیز قسم خورد که پس از آن برای شاهان و سیاستمداران شعر نگوید و پس‌ازآن فقط برای ائمه شیعه شعر می‌گفته‌است. عجیب پس از بازگشت به بابل، زندگی سختی داشت و سرانجام (در سال ۱۲۸۰) دراثر سل درگذشت.

## آثار
نسخهٔ خطی دیوان شعر عجیب، هم‌اکنون در کتابخانه دانشگاه تهران نگهداری می‌شود.
نمونه اشعار:
| در دل طلب وصل تو ای دوست به دام است |  | جان رفت و هنوز به سر این خواهش خام است |
| آه دل من سوخت جهان را وَ تو غافل     |  | آه از دل سخت تو که چون سنگ رخام است    |
| زاهد خبر از جنت موعود دهد لیک       |  | در مجلس ما نقل می و قصهٔ جام است        |
| می‌خواره و رندیم و جهان گشته و قلاش  |  | ما را چه غم ننگ و چه اندیشه نام است    |

و در انتها:
| تا دید عجیب آن خم ابروی هلالی |  | باشد عجیب ار مایل حسن مه تام است |